# 柏泉街道
柏泉街道是中华人民共和国湖北省武汉市东西湖区下辖的一个街道办事处。

## 行政区划
柏泉街道下辖以下村级行政区划单位：
茅庙集社区、红光社区、红卫社区、西湖社区、园林社区、柏泉新苑社区、东湖大队村、红星大队村、西湖一大队村、渔技公司村、虾场大队村、北湖大队村、连一大队村和连二大队村。